# Monochamus isochrous
Monochamus isochrous är en skalbaggsart som beskrevs av Jordan 1903. Monochamus isochrous ingår i släktet Monochamus och familjen långhorningar.
Artens utbredningsområde är Ghana. Inga underarter finns listade i Catalogue of Life.